# Deborah Kaplan
Pour les articles homonymes, voir Kaplan.
Deborah Kaplan est une réalisatrice et scénariste américaine.

## Filmographie
Comme scénariste
- 1996 : Les Nouvelles Aventures de la famille Brady (A Very Brady Sequel)
- 1998 : Big Party (Can't Hardly Wait)
- 2000 : Les Pierrafeu à Rock Vegas (The Flintstones in Viva Rock Vegas)
- 2001 : Josie et les Pussycats
- 2004 : Famille à louer (Surviving Christmas)
- 2008 : Le Témoin amoureux (Made of Honor)
- 2009 : Donne-moi ta main (Leap Year)

Comme réalisatrice
- 1998 : Big Party (Can't Hardly Wait)
- 2001 : Josie et les Pussycats

Comme actrice
- 1998 : Big Party (Can't Hardly Wait) : Graduation Student (voix)